# Zhenhu
Zhenhu (kinesiska: 镇湖, 镇湖镇) är en köping i Kina. Den ligger i provinsen Jiangsu, i den östra delen av landet, omkring 170 kilometer sydost om provinshuvudstaden Nanjing. Zhenhu ligger vid sjön Wuli Hu.
Genomsnittlig årsnederbörd är 1 613 millimeter. Den regnigaste månaden är augusti, med i genomsnitt 234 mm nederbörd, och den torraste är januari, med 55 mm nederbörd.